# Tribus Confederades d'indis Coos, Lower Umpqua i Siuslaw
Les Tribus Confederades d'indis Coos, Lower Umpqua i Siuslaw d'Oregon són una tribu reconeguda federalment d'amerindis dels Estats Units format pels hanis coos, miluk coos, Lower Umpqua i siuslaws d'Oregon. Són amerindis de l'altiplà del Nord-oest.

## Terres

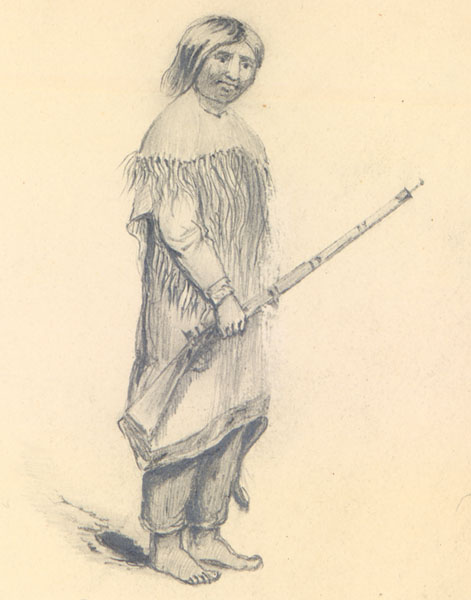
Indi umpqua

L'àrea de servei de les Tribus Confederades d'indis Coos, Lower Umpqua i Siuslaw inclou terres dels cinc comtats de Coos, Curry, Lincoln, Douglas, i Lane.

## Govern
Les Tribus Confederades d'indis Coos, Lower Umpqua i Siuslaw tenen la seu a Coos Bay. La tribu és governada per un consell general escollit democràticament que serveix durant un període de quatre anys. El cap tribal és nomenat per un període de 10 anys. El cap actual és Warren Brainard

## Llengües
Els membres de les Tribus Confederades d'indis Coos, Lower Umpqua i Siuslaw parlen anglès. Antigament parlaven llengües coos i siuslaw, que és una llengua aïllada. La tribu està duent a terme un programa lingüístic per a reviure el coos i el siuslaw.

## Desenvolupament econòmic
Les Tribus Confederades de Coos, Lower Umpqua i Siuslaw posseeix i gestiona l'Hotel i Casino Three Rivers, Prime-Rib i Steak House, World Market Buffet, Trio's, Sweet Treats, i Aces Sports Bar and Lounge, tots ells a Florence (Oregon).

## Història
Les tribus no van tenir contacte amb els europeus fins a 1792. En 1828 els Lower Umpqua massacraren als membres de la partida de Jedediah Smith i van atacar una fortificació de la Companyia de la Badia de Hudson en 1838. La major part de la seva població va morir en les epidèmies que van seguir al contacte europeu.
En 1860 les restes d'aquestes i altres tribus es van veure obligats en establir-se a la reserva Siletz. La reserva es va dividir en tres parts, una secció que es va obrir a la colonització no nativa i una altra de convertir-se en la reserva Alsea, que es va obrir a la colonització no nativa en 1875.
Les Tribus Confederades de Coos, Lower Umpqua i Siuslaw s'organitzaren formalment en 1916. Adoptaren llur primera constitució en 1938 i en ratificaren l'actual en 1987.